# Zosterop de les Moluques
El zosterop de les Moluques (Zosterops atriceps) és un ocell de la família dels zosteròpids (Zosteropidae).

## Hàbitat i distribució
Habita boscos i clars de les terres baixes d les illes d'Halmahera i Bacan, a les Moluques septentrionals.